# Quercus coccinea
Quercus coccinea là một loài thực vật có hoa trong họ Cử. Loài này được Münchh. miêu tả khoa học đầu tiên năm 1770.

## Hình ảnh

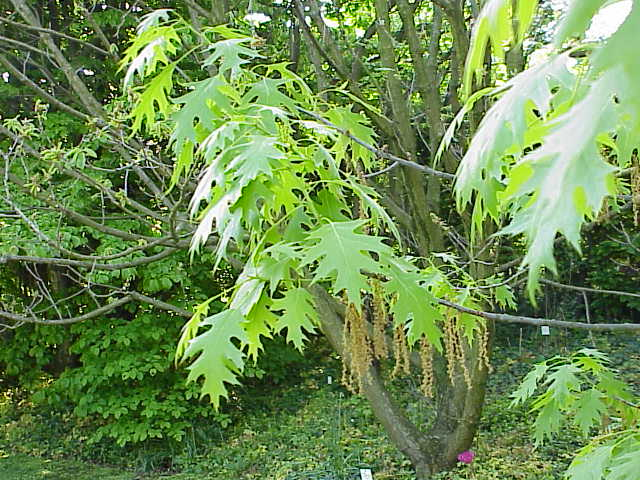
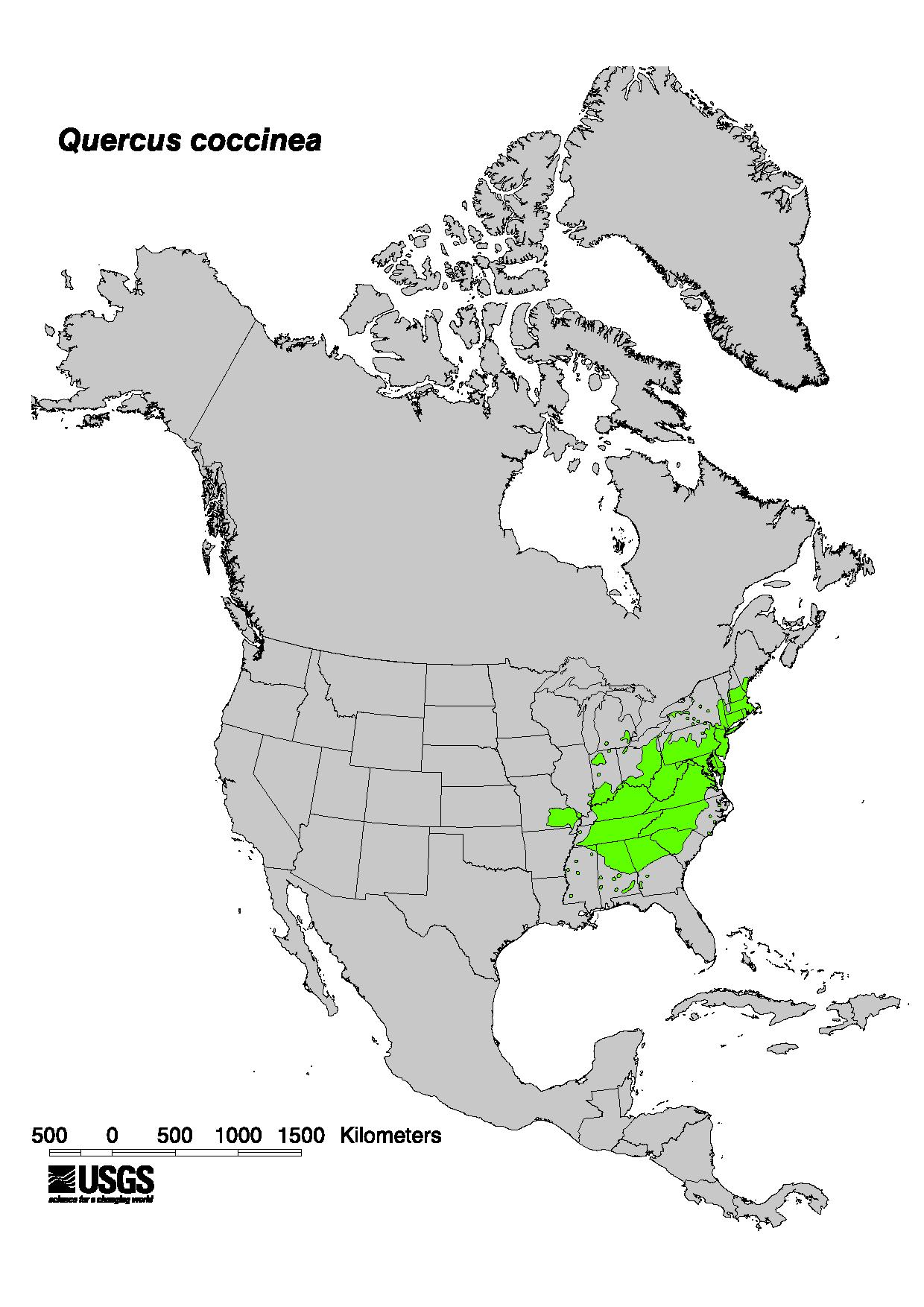